# Litauens demografi
Litauens befolkning var 2 794 000 år 2020. Vidare var den summerade fruktsamheten 1,48 barn per kvinna år 2020, vilket är långt under den demografiska ersättningsnivån på 2,1. Uppskattningar gör gällande att landets befolkning fram till 2050 kommer att minska med 22 procent, vilket är näst mest i världen efter Bulgarien.
Åren 1989–2015 minskade befolkningen från 3,7 till 2,9 miljoner. Detta förklaras mot bakgrund av att många litauer utvandrat sedan Sovjetunionens upplösning, liksom för höga dödstal och låga födelsetal. Litauen är också ett av de länder i EU med flest skilsmässor.